# A Crack in the Floor
A Crack in the Floor é um filme de terror produzido no Estados Unidos e lançado em 2000, sob a direção de Sean Stanek e Corbin Timbrook.